# بلدة فان بورن مقاطعة براون (إنديانا)
بلدة فان بورن، مقاطعة براون (بالإنجليزية: Van Buren Township, Brown County, Indiana)‏ هي منطقة سكنية تقع في الولايات المتحدة في مقاطعة براون (إنديانا).  يقدر عدد سكانها بـ 2,008 نسمة  وترتفع عن سطح البحر 211 متر.